# EPrix Hongkongu 2019
ePrix Hongkongu 2019 (formálně nazývána 2019 FIA Formula E HKT Hong Kong ePrix) se konala dne 10. března 2019 a byla pátým závodem sezóny 2018/19 šampionátu Formule E. Zároveň byla tato ePrix v pořadí třetí ePrix Hongkongu a 50. ePrix v historii. Závod se jel na okruhu Hong Kong Central Harbourfront Circuit ležícím v jižní části Hongkongu.
Závod na 36 kol vyhrál Edoardo Mortara z týmu Venturi. Na druhém místě dojel Lucas Di Grassi z týmu Audi a na třetím místě Robin Frijns z týmu Virgin-Audi. Extra tři body za pole position získal Stoffel Vandoorne z týmu HWA-Venturi a jeden bod za nejrychlejší kolo závodu Sam Bird z týmu Virgin-Audi.

## Výsledky

### Kvalifikace
| Pořadí | No. | Jezdec                 | Tým           | Čas      | Ztráta | Start. pozice |
| ------ | --- | ---------------------- | ------------- | -------- | ------ | ------------- |
| 1      | 5   | Stoffel Vandoorne      | HWA-Venturi   | 1:11.580 | -      | 1             |
| 2      | 22  | Oliver Rowland         | e.Dams-Nissan | 1:11.903 | +0.323 | 2             |
| 3      | 48  | Edoardo Mortara        | Venturi       | 1:12.310 | +0.730 | 6             |
| 4      | 36  | André Lotterer         | Techeetah-DS  | 1:12.868 | +1.288 | 3             |
| 5      | 17  | Gary Paffett           | HWA-Venturi   | 1:13.033 | +1.453 | 4             |
| 6      | 11  | Lucas Di Grassi        | Audi          | 1:14.177 | +2.597 | 5             |
| 7      | 2   | Sam Bird               | Virgin-Audi   | 1:12.529 | —      | 7             |
| 8      | 23  | Sébastien Buemi        | e.Dams-Nissan | 1:12.529 | +0.000 | 8             |
| 9      | 19  | Felipe Massa           | Venturi       | 1:12.570 | +0.041 | 9             |
| 10     | 4   | Robin Frijns           | Virgin-Audi   | 1:12.600 | +0.071 | 10            |
| 11     | 8   | Tom Dillmann           | NIO           | 1:12.839 | +0.310 | 11            |
| 12     | 66  | Daniel Abt             | Audi          | 1:12.850 | +0.321 | 12            |
| 13     | 27  | Alexander Sims         | Andretti-BMW  | 1:12.861 | +0.332 | 13            |
| 14     | 7   | José María López       | Dragon-Penske | 1:13.073 | +0.544 | 14            |
| 15     | 3   | Nelson Piquet Jr.      | Jaguar        | 1:13.421 | +0.892 | 15            |
| 16     | 6   | Felipe Nasr            | Dragon-Penske | 1:13.885 | +1.356 | 16            |
| 17     | 20  | Mitch Evans            | Jaguar        | 1:13.920 | +1.391 | 17            |
| 18     | 25  | Jean-Éric Vergne       | Techeetah-DS  | 1:13.927 | +1.398 | 18            |
| 19     | 16  | Oliver Turvey          | NIO           | 1:14.133 | +1.604 | 19            |
| 20     | 28  | António Félix da Costa | Andretti-BMW  | 1:14.384 | +1.855 | 20            |
| 21     | 94  | Pascal Wehrlein        | Mahindra      | 1:14.830 | +2.301 | 21            |
| 22     | 64  | Jérôme d'Ambrosio      | Mahindra      | 1:15.347 | +2.818 | 22            |
| Zdroj: |     |                        |               |          |        |               |

Poznámky
1. ↑  Edoardo Mortara obdržel trest posunu o 3 místa vzad za překročení rychlosti při červených vlajkách v kvalifikaci.

### Závod
| Pořadí | No. | Jezdec                 | Tým           | Kol | Čas/Nedokončil | Start. pozice | Body |
| ------ | --- | ---------------------- | ------------- | --- | -------------- | ------------- | ---- |
| 1      | 48  | Edoardo Mortara        | Venturi       | 36  | 59:36.119      | 6             | 25   |
| 2      | 11  | Lucas Di Grassi        | Audi          | 36  | +0.988         | 5             | 18   |
| 3      | 4   | Robin Frijns           | Virgin-Audi   | 36  | +1.536         | 10            | 15   |
| 4      | 66  | Daniel Abt             | Audi          | 36  | +1.985         | 12            | 12   |
| 5      | 19  | Felipe Massa           | Venturi       | 36  | +3.258         | 9             | 10   |
| 6      | 2   | Sam Bird               | Virgin-Audi   | 36  | +3.306         | 7             | 9    |
| 7      | 20  | Mitch Evans            | Jaguar        | 36  | +4.017         | 17            | 6    |
| 8      | 17  | Gary Paffett           | HWA-Venturi   | 36  | +4.368         | 4             | 4    |
| 9      | 16  | Oliver Turvey          | NIO           | 36  | +5.624         | 19            | 2    |
| 10     | 28  | António Félix da Costa | Andretti-BMW  | 36  | +6.492         | 20            | 1    |
| 11     | 7   | José María López       | Dragon-Penske | 36  | +7.218         | 14            | 0    |
| 12     | 8   | Tom Dillmann           | NIO           | 36  | +7.825         | 11            | 0    |
| 13     | 25  | Jean-Éric Vergne       | Techeetah-DS  | 36  | +16.604        | 18            | 0    |
| 14     | 36  | André Lotterer         | Techeetah-DS  | 36  | +24.270        | 3             | 0    |
| Ret    | 22  | Oliver Rowland         | e.Dams-Nissan | 29  | Nehoda         | 2             | 0    |
| Ret    | 5   | Stoffel Vandoorne      | HWA-Venturi   | 20  | Řízení         | 1             | 3    |
| Ret    | 23  | Sébastien Buemi        | e.Dams-Nissan | 19  | Zavěšení kol   | 8             | 0    |
| Ret    | 27  | Alexander Sims         | Andretti-BMW  | 16  | Nehoda         | 13            | 0    |
| Ret    | 6   | Felipe Nasr            | Dragon-Penske | 1   | Kolize         | 16            | 0    |
| Ret    | 94  | Pascal Wehrlein        | Mahindra      | 1   | Kolize         | 21            | 0    |
| Ret    | 64  | Jérôme d'Ambrosio      | Mahindra      | 1   | Kolize         | 22            | 0    |
| Ret    | 3   | Nelson Piquet Jr.      | Jaguar        | 1   | Suspension     | 15            | 0    |
| Zdroj: |     |                        |               |     |                |               |      |

Poznámky
1. ↑  Sam Bird obdržel trest přičtení 5 sekund k výslednému času za způsobení kolize.
2. ↑  Jeden bod za nejrychlejší kolo.
3. ↑  Jean-Éric Vergne obdržel trest přičtení 5 sekund k výslednému času za způsobení kolize.
4. ↑  Tři body za pole position.

## Pořadí po závodě
Zdroj: 

### Pořadí jezdců
| +/– | Poř | Jezdec                 | Body |
| --- | --- | ---------------------- | ---- |
| 1   | 1   | Sam Bird               | 54   |
| 1   | 2   | Jérôme d'Ambrosio      | 53   |
| 1   | 3   | Lucas di Grassi        | 52   |
| 7   | 4   | Edoardo Mortara        | 52   |
| 3   | 5   | António Félix da Costa | 47   |

### Pořadí týmů
| +/– | Poř | Tým                       | Body |
| --- | --- | ------------------------- | ---- |
| 1   | 1   | Virgin-Audi               | 97   |
| 3   | 2   | Audi Sport ABT Schaeffler | 86   |
| 2   | 3   | Mahindra                  | 83   |
| 3   | 4   | Venturi                   | 66   |
| 1   | 5   | Andretti-BMW              | 65   |